# 행성 십자배열
점성학 분야에서는 행성 십자배열(Grand Cross)은 네 개의 행성이 태양을 중심으로 서로 90도 간격으로 배열되었을 때 발생한다고 언급하고 있다.
행성 십자배열에서 각각의 천문학적 요소(불, 땅, 공기와 물)내에 행성이 있다.
행성 십자배열의 모든 특색이 어렵다고 고려되기 때문에 행성 십자배열은 극도의 인장력의 근원으로 보이는데, 그 옆에 있는 (행성의) 개별성의 다양한 특색이 서로를 공격하는 상살의 목적으로 작용한다. 많은 방향으로의 인력은 결국 구체적인 성취를 하려고 할 때, 결정력 부족과 무능력이 된다.
그것인 행성 십자배열에서 불화를 극복하려는 특수 노력이 필요하다고 언급된다. 여러 사람들은 호로스코프(행성위치도)를 그려놓고 여러 가지 천재지변과의 관계를 분석하였다.

## T 자 배열
T자 배열은 그랜드 크로스와 비슷하지만 훨씬 약하다. 왜냐하면 그것은 단지 3행성만 관련되기 때문이다. 그중 두행성이 태양의 반대위치에 있고 세 번째 행성이 T자를 완성한다.

## 실제
다른 행성이 지구에 미치는 조석력은 무시해도 좋을 수준이다. 다른 천체가 지구에 미치는 조석력은 거리의 세제곱에 반비례하기 때문이다. 실제로 1999년 8월에 일어난 행성 십자배열에서는 다른 행성의 조석력에 의한 어떠한 현상도 일어나지 않았다.
오히려 보이저 1호, 2호의 경우 행성직렬을 이용하여 순차적으로 행성들을 거치도록 발사되는 등, 우주 탐사에 도움이 되는 면이 있다.

## 같이 보기
- 혹성직렬